# Liste der Kulturdenkmäler in Ebertsheim
In der Liste der Kulturdenkmäler in Ebertsheim sind alle Kulturdenkmäler der rheinland-pfälzischen Ortsgemeinde Ebertsheim einschließlich des Ortsteils Rodenbach aufgeführt. Grundlage ist die Denkmalliste des Landes Rheinland-Pfalz (Stand: 19. Dezember 2024).

## Einzeldenkmäler
| Bezeichnung                           | Lage                                                                  | Baujahr                           | Beschreibung | Bild                           |
| ------------------------------------- | --------------------------------------------------------------------- | --------------------------------- | --- | ------------------------------ |
| Katholische Kirche Vierzehn Nothelfer | Ebertsheim, Bahnhofstraße 3 Lage                                      | 1922/23                           | Notkirche, aufgesockelter verbretterter Holzaufbau, Türmchen mit Zeltdach, 1922/23, Architekt H. Prott | weitere Bilder Fotos hochladen |
| Bahnhof Ebertsheim                    | Ebertsheim, Bahnhofstraße 21 Lage                                     | 1876                              | ehemaliger Bahnhof; Typenbau, spätklassizistische und Neurenaissancemotive, 1876 | weitere Bilder Fotos hochladen |
| Pforte                                | Ebertsheim, Hauptstraße, an Nr. 7 Lage                                | 18. Jahrhundert                   | Pforte, 18. Jahrhundert | BW                             |
| Protestantische Pfarrkirche           | Ebertsheim, Hauptstraße 11 Lage                                       | 12. Jahrhundert                   | romanischer Turm, 12. Jahrhundert, oberstes Geschoss mit Zeltdach 18. Jahrhundert, Schiff 1746 barock überformt, chörleinartiger Anbau 16. oder 17. Jahrhundert; ehemaliger Kirchhof, Bruchsteinmauer mit klassizistischen Torpfeilern, Grabsteine des 18. Jahrhunderts; am Turm Grabplatte, 18. Jahrhundert | weitere Bilder Fotos hochladen |
| Rat- und Schulhaus                    | Ebertsheim, Hauptstraße 13 Lage                                       | 1870                              | spätklassizistischer Putzbau, 1870; Kriegergedenktafel 1870/71 | Fotos hochladen                |
| Wohnhaus                              | Ebertsheim, Hauptstraße 15 Lage                                       | 1762                              | eingeschossiger spätbarocker Krüppelwalmdachbau, bezeichnet 1762 | Fotos hochladen                |
| Hofanlage                             | Ebertsheim, Hauptstraße 26 Lage                                       | Mitte des 18. Jahrhunderts        | Dreiseithof, Mitte des 18. Jahrhunderts; breitgiebeliger Krüppelwalm-Mansarddachbau, Hoftor bezeichnet 1746, Stalltür bezeichnet 1743 | Fotos hochladen                |
| Brücke                                | Ebertsheim, Hauptstraße, zwischen Nr. 26 und 28 Lage                  | erste Hälfte des 19. Jahrhunderts | Brücke über den Eisbach, einbogig, Sandsteinquader, wohl aus der ersten Hälfte des 19. Jahrhunderts | Fotos hochladen                |
| Inschriftstein                        | Ebertsheim, Pfarrgasse, an Nr. 10a Lage                               | 18. Jahrhundert                   | Inschriftstein, 18. Jahrhundert | BW                             |
| Schulhaus                             | Ebertsheim, Rodenbacher Straße 4 Lage                                 | 1912                              | Schulhaus; Walmdachbau über erhöhter Treppenanlage, offene Vorhalle, 1912, Architekt Peter Heisel | BW                             |
| Friedhof                              | Ebertsheim, Rodenbacher Straße, bei Nr. 7 Lage                        | frühes 19. Jahrhundert            | umfriedetes, im frühen 19. Jahrhundert angelegtes Areal; Grabmäler: Chr. F. Rebstock († 1834), neugotisch; Peter Eller († 1834), klassizistisch; Familie Fetzer, zwei aufgesockelte Baumkreuze, spätes 19. Jahrhundert; S. Hahn († 1841) und J. Reisinger († 1842), aufgesockelte Urne, klassizistisch; K. Decker († 1871), abgebrochene Säule; G. Chr. Wahl I. († 1871), aufgesockelte Urne, klassizistisch; K. Decker († 1871), abgebrochener Baumstamm                                       | Fotos hochladen                |
| Kilometerstein                        | Ebertsheim, westlich des Ortes an der L 395; Flur Am Grabenacker Lage | um 1872                           | Kilometerstein Nr. 25, Säulenstumpf, um 1872 | BW                             |
| Hofgut                                | Rodenbach, Bergstraße 6 Lage                                          | frühes 19. Jahrhundert            | ehemaliges Hofgut; große Hofanlage, frühes 19. Jahrhundert, Mitte des 19. Jahrhunderts erweitert; Wohnhaus mit Außentreppe, bezeichnet 1816; rückwärtige Scheune um 1853, Wirtschaftsbau mit Mansarddach, bezeichnet 1861 | BW                             |
| Relieftafel                           | Rodenbach, In den Kappesgärten, an Nr. 1 Lage                         | 19. Jahrhundert                   | Relieftafel, Sandstein, 19. Jahrhundert | BW                             |
| Kirchenausstattung                    | Rodenbach, Lautersheimer Straße, in Nr. 2 Lage                        | ab 1490                           | in die Katholische Kirche St. Barbara verbrachte Ausstattungsstücke der alten Pfarrkirche: - spätgotische Holzstatue (hl. Dorothea), um 1490; - barocke Holzstatuetten (hl. Isidor, hl. Notburga), 18. Jahrhundert; - Holzstatue (hl. Josef), zweites Viertel des 18. Jahrhunderts; - barocke Mondsichelmadonna, 18. Jahrhundert; - zwei Leuchterengel, spätes 17. Jahrhundert; - zwei barocke Engelchen, 18. Jahrhundert; - Pietà, 18. Jahrhundert; - spätgotischer Taufstein, bezeichnet 1520 | BW                             |
| Portalsturz                           | Rodenbach, Lautersheimer Straße, bei Nr. 12 Lage                      | 1605                              | ehemaliger Portalsturz (vom Rathaus?), Renaissance, 1605 (?) | BW                             |
| Protestantische Kirche                | Rodenbach, Rathausstraße 2 Lage                                       | spätes 12. Jahrhundert            | im Kern romanischer Saalbau, spätes 12. Jahrhundert, stattlicher Turm, Erdgeschoss aus dem 13. Jahrhundert, Obergeschosse spätgotisch mit romanischen Spolien (Reliefs); landschaftsbildprägend; umfriedeter Kirchhof mit Grabmälern der Familie Seewaldt, 19. Jahrhundert, barocke Pfarrer-Grabplatte | weitere Bilder Fotos hochladen |
| Hofanlage                             | Rodenbach, Rathausstraße 5 Lage                                       | 18. Jahrhundert                   | Dreiseithof, 18. Jahrhundert; eingeschossiger spätbarocker Mansardwalmdachbau, bezeichnet 1774, Hoftor ehemals bezeichnet 1723, Wirtschaftsbauten bezeichnet 1902, in der Scheune Spolie bezeichnet 1792, im Schuppen Spolie bezeichnet 1608, Volutenstein (Hofmauer) bezeichnet 1738 | BW                             |
| Hofanlage                             | Rodenbach, Rathausstraße 8 Lage                                       | 18. Jahrhundert                   | Vierseithof; spätbarocker Krüppelwalmdachbau, teilweise Fachwerk, 18. Jahrhundert | BW                             |
| Hofanlage                             | Rodenbach, Rathausstraße 9 Lage                                       | 1674                              | Hofanlage, im Kern von 1674 (?); Wohnhaus, teilweise Fachwerk, 17. Jahrhundert, Erdgeschoss gründerzeitlich | BW                             |
| Rathaus                               | Rodenbach, Rathausstraße 16 Lage                                      | 1605                              | Baugruppe aus ehemaligem Rathaus und dem Langhaus der alten katholischen Kirche; stattliches Rathaus mit Außentreppe: Erdgeschoss wohl aus dem frühen 17. Jahrhundert (1605), Zierfachwerkgeschoss wohl nach 1689; daran Saalbau mit Dachreiter, bezeichnet 1765 | Fotos hochladen                |